# Хойс, Эрнст Людвиг
Эрнст Людвиг Хойс (нем. Ernst Ludwig Heuss; 5 августа 1910, Шёнеберг, Германская империя — 14 февраля 1967, Лёррах, ФРГ) — немецкий предприниматель. Один из наиболее активных участников движения сопротивления в Германии, в годы Второй мировой войны.      

## Биография

### Ранние годы
Эрнст Людвиг Хойс родился 5 августа 1910 года. Он был единственным ребенком у Теодора Хойса и его супруги Элли Хойс-Кнапп. Из-за тяжести родов его мать чуть не умерла. Поэтому супруги решили, что Эрнст будет их единственным ребёнком. В 1949 году его отец будет избран первым президентом Германии. Эрнст крестился в Берлине-Шёнеберге. В юности у него было прозвище «Лулу», которое он получил в честь поэтессы и писательницы Лулу фон Штраус унд Торней, подруги Теодора Хойсса.
Детство он провел в Хайльбронне. В 1919 году семья вернулась в Берлин, где Эрнст Людвиг посещал Гимназию имени Гельмгольца, а затем Реформскую гимназию в Фриденау. Последние четыре года обучения он провел в школе Ландшульхайм-ам-Золлинг недалеко от Хольцминдена, где в 1930 году сдал выпускной экзамен.

### В годы Третьего Рейха
С 1930 по 1936 год он изучал право и политологию в университетах Берлина, Гейдельберга и Бонна. Он представил свою диссертацию 29 апреля 1937 года.
После прихода нацистов к власти, он публично критиковал их. Поскольку карьера на государственной службе была для него бесперспективной, из-за его взглядов, впоследствии он переключился на коммерческую деятельность. С декабря 1938 года по 28 августа 1939 года он работал начальником отдела в Немецкой торговой палате в Лондоне. После начала Второй мировой войны он сначала стал консультантом, а затем руководителем отдела «Дистрибуции обуви» «Имперского управления кожевенной промышленности» в Берлине. На этом посту он отвечал за распределение всей произведенной и импортируемой гражданской обуви.
В то время Эрнст Людвиг поддерживал многих людей, преследуемых нацистским режимом, в том числе Аннемари Вольф-Рихтер (1900—1945). Он помог директору берлинского специального образовательного центра для умственно отсталых бежать из страны. Он также активно участвовал в обеспечении сохранности активов ряда друзей-евреев и оказывал курьерские услуги кругам немецкой эмиграции.
Во время работы в Берлине, он входил в сеть антифашистски настроенных групп. Он сотрудничал с такими деятелями как Вилли Хинтце, Хорстом фон Айнзиделем, Карлом Дитрихом фон Трота и Гердом фон Эйнерном. С 1943 года он поддерживал постоянную связь с Карлом Герделером, через Фрица Эльзаса, Юлиуса Лебера, Клауса Бонхёффера и Эрнста фон Гарнака. Осенью 1943 года Эрнст Людвиг убедил отца покинуть Берлин, который постоянно бомбили союзники, и переехать в Гейдельберг. Сам поначалу остался в Берлине, также для того, чтобы защитить дом своих родителей от поджога и разграбления.
У Хойса были связи в Берлине с кружком Зольфа, который, в свою очередь, поддерживал связь с другими группами сопротивления и в первую очередь помогал преследуемым евреям. В то время как Елизавета фон Тадден, основавшая Евангелический центр сельского образования в Гейдельберге, была казнена нацистами в 1944 году, Ханна Зольф и ее дочь Лаги фон Баллестрем смогли освободиться из тюрьмы Моабит только благодаря усилиям Эрнста Людвига Хойса незадолго до суда, который был назначен смотрителем, в апреле 1945 года.

Эмми Бонхёффер, жена Клауса Бонхёффера, писала о Эрнсте Людвиге Хойсе:
За два дня до его смерти я видела своего мужа в последний раз. За день до его смерти его сестра Урсула Шлейхер снова пошла в тюрьму. Я не пошла с ней, потому что со мной был Лутц Хойс, который объявил: завтра я заберу вашего мужа.

### После Второй мировой войны
В 1946 году Эрнст Людвиг стал директором «Wybert GmbH» в Лёррахе, а позднее основал компанию «GABA AG» в Базеле, производителя средств по уходу за полостью рта и зубами, которые сегодня объединились в GABA Group под эгидой Colgate-Palmolive. Его мать еще до войны работала в этой компании, в качестве рекламного копирайтера — через своего кузена Германа Гейгера, владельца компании Wybert. Эрнст жил со своей семьей в Лёррахе, где его часто навещал отец. В период его руководства компанией, в частности, была разработана известная зубная паста Elmex.
В 1953 году был выдвинут в качестве главного кандидата, местным отделением Свободной демократической партии Лёрраха на предстоящих выборах в городской совет. однако он избран не был.
После смерти отца в 1963 году, он стал одним из соучредителей Фонда Теодора Хойса. Чтобы обеспечить Федеральному архиву в Кобленце доступ к политической части наследия Теодора Хойса, в 1964 году в Штутгарте по предложению тогдашнего министра юстиции земли Баден-Вюртемберг, Вольфганга Хаусманна был создан архив Теодора Хойсса. Эрнст Людвиг Хойс был одним из членов совета попечителей этого архива, до его ликвидации в 1971 году.  С 1965 по 1967 год он был членом консультативного совета Фонда Фридриха Наумана.
Эрнст Людвиг умер от инсульта, 14 февраля 1967 года. Он был похоронен на главном кладбище Лёрраха.

## Личная жизнь
После окончания войны 4 августа 1945 года Эрнст Людвиг Хойс женился на Ханне Эльзас (1918—1958), одной из дочерей бойца, Фрица Эльзаса. У них родилась дочь Барбара (род. 1947). После самоубийства Ханны в 1958 году, он женился на Урсуле Хойс-Вольф (1929—2009), дочери Аннемари Вольф-Рихтер. Свадьба прошла 9 мая 1959 года. У них родился сын Людвиг Теодор (род. 1961).